# António Marciano de Azevedo Hipólito
António Marciano de Azevedo Hipólito (Gontijas, Ferreira do Zêzere, 1782 — Lisboa, 1839), cohecido também por Marciano de Azevedo, foi um magistrado e político que, entre outras funções de relevo, foi deputado às Cortes do vintismo, Ministro e Secretário de Estado dos Negócios da Justiça do 3.º governo do Vintismo, em funções de 30 de maio a 1 de Junho de 1823, deputado às Cortes da Monarquia Constitucional Portuguesa e presidente da Câmara dos Deputados.

## Biografia
Formou-se em Direito na Universidade de Coimbra. Marciano de Azevedo era o advogada da Patriarcal de Lisboa, e um dos mais reputados causídicos do seu tempo, tendo sustentado diversas polémicas jurídicas.
Foi pai de António Marciano de Azevedo Júnior, jornalista e escritor, que usava o pseudónimo de visconde de Borratém.